# Heinrich Landesmann
Heinrich Landesmann, född 9 augusti 1821, död 3 december 1902, var en tysk-österrikisk författare, känd under pseudonymen Hieronymus Lorm.
Landesmann framträdde på 1840-talet i pressen med dikter och artiklar och fick för 3 års tid gå i landsflykt för sin stridsskrift Wiens poetische Schwingen und Federn, som gav en skoningslös bild av litteraturens lägervall under Klemens von Metternichs censurregemente. Landesmann, som var döv, nära nog bild och tillbringade mycket tid i ensamhet, utvecklade särskilt under 1870- och 1880-talen en betydande produktivitet, särskilt som novellist och författare av tidsromaner. Främst verkade han dock inom den filosofiska essayens område med en starkt ursprunglig tankelyrik, som gav en sällsynt gripande totalbild av hans mörka livsåskådning.